# 圣伊姆蒂耶尔
圣伊姆蒂耶尔（法語：Saint-Hymetière，法語發音：[sɛ̃.t‿imtjɛʁ]）是法国汝拉省的一个旧市镇，属于隆斯勒索涅区。该旧市镇总面积3.32平方公里，2009年时的人口为74人。

## 人口
圣伊姆蒂耶尔人口变化图示